# Rio Tinto (przedsiębiorstwo)
Rio Tinto – brytyjsko-australijskie przedsiębiorstwo, trzeci pod względem wielkości koncern wydobywczy na świecie i największy pod względem wydobycia węgla.

## Historia
Firma powstała w 1873 roku w południowej Hiszpanii.

## Profil działalności
Wydobywa m.in.: węgiel kamienny, żelazo, miedź, uran, złoto, diamenty, aluminium.